# Teodoro II de Alejandría
Teodoro II (griego Θεόδωρος Β΄), nacido como Nikolaos Horeftakis (Νικόλαος Χορευτάκης) (Canea, Creta, 25 de noviembre de 1954) es un religioso griego, actual Patriarca de Alejandría y de toda África de la Iglesia ortodoxa de Alejandría.
Su título completo es: Su Divina Beatitud el Papa y el Patriarca de la gran ciudad de Alejandría, Libia, Pentápolis, Etiopía, Egipto y toda África, Padre de los Padres, Pastor de los Pastores, Prelado de Prelados, el decimotercero de los Apóstoles y Juez de la Ecúmene. También es líder de la Iglesia Ortodoxa Oriental de África y Madagascar.

## Biografía

### Primeros años y educación
Nació en la isla griega de Creta en 1954, donde completó sus estudios. Se graduó en la Escuela Eclesiástica Rizarios de Atenas, y se licenció en la Facultad de Teología de la Universidad Aristóteles de Salónica. También estudió Historia del Arte, Literatura y Filosofía en Odesa. En 1973 fue ordenado monje recibiendo el nombre monástico de Dionisio. Fue ordenado diácono en 1975 y sacerdote el 23 de abril de 1978 por el metropolitano de Lambis y Sfakion Teodoro Tzedakis. De 1975 a 1985 ocupó el cargo de archidiácono y canciller de la Sagrada Metrópolis de Lambis y Sfakion en Creta, donde desarrolló importantes actividades filantrópicas, como unos albergues para jóvenes necesitados. De 1985 a 1990 se desempeñó como exarca patriarcal en Rusia, con sede en la ciudad ucraniana de Odesa, durante el mandato de los patriarcas Nicolás VI (1968-1986) y Partenio III (1987-1996).

### Años de ministerio
Fundó la Institución de Cultura Helénica y el Museo Philiki Eterea, donde se enseñaba a 600 niños a dominar el griego. En 1990 fue ordenado obispo de Cirene, y fue nombrado representante del patriarca Partenio III en Atenas (1990-1997). En 1997 fue nombrado vicario patriarcal de Alejandría por el patriarca Pedro VII para que le ayudase en el inicio de su patriarcado. Diez meses después fue elegido obispo metropolitano de Camerún, donde desarrolló una gran actividad misionera: construyó iglesias, escuelas y hospitales, ayudando a muchos africanos y griegos locales. En 2002 fue transferido a la Sagrada Metrópolis de Zimbabue, donde estableció cuatro centros misionales en Harare, un Centro Cultural Helénico para 400 personas, dos grandes centros misionales en Malaui, con un hospital, escuelas técnicas y escuelas infantiles. Ayudado por el Parlamento griego renovó la Plaza Helénica (Escuela-Iglesia-Vicarage) en Beira (Mozambique). Fundó iglesias y contribuyó a la creación de comunidades helénicas en Botsuana y Angola.

### Patriarca de Alejandría y de toda África
A raíz de la muerte del patriarca Pedro VII y otros obispos debido a un accidente de helicóptero en el mar Egeo el día 11 de septiembre de 2004, Teodoro fue elegido por unanimidad el 9 de octubre de 2004 por el Sínodo de Alejandría como patriarca. La ceremonia de entronización tuvo lugar en la Catedral de la Anunciación de Alejandría, el domingo 24 de octubre de 2004, con la presencia de destacados representantes religiosos y civiles y un gran número de fieles. Es el séptimo Patriarca de Alejandría de origen cretense después de Silvestre (1569-1590), Melecio I Pigas (1590-1601), Cirilo III Lukaris (1601-1620), Gerásimo I Spartaliot (1620-1636), san Gerásimo II Paliot (1688-1710) y Melecio II Metaxakis (1926-1935).
El 8 de noviembre de 2019, el Patriarca Teodoro II reconoció formalmente la autocefalia concedida por el Patriarcado Ecuménico de Constantinopla a la Iglesia Ortodoxa de Ucrania a principios de ese año. En respuesta, el Patriarcado de Moscú cortó la comunión eucarística con el Patriarca Teodoro y los obispos de su iglesia que pensaban igual, una decisión que fue confirmada por el Santo Sínodo Permanente de la Iglesia ortodoxa rusa el 26 de diciembre de 2019.
| Predecesor: Pedro VII | Patriarca de Alejandría y de toda África 24 de octubre de 2004-presente | Sucesor: En el cargo |

## Premios
Ha recibido numerosos premios a lo largo de su patriarcado.
- Premio Patriarca Alejo II “Por su destacada labor en pro de la unidad de los pueblos ortodoxos y por la consolidación y promoción de los valores cristianos en la vida de la sociedad” (2012)[10]
- Medalla del Santo Apóstol y Evangelista Juan el Teólogo, 1er Grado (6 de diciembre de 2017, Academia Teológica de San Petersburgo)[11]

- El 22 de enero de 2023, recibió el "Premio Internacional Bonifacio VIII para una cultura de paz" (XXI edición) de la Academia Bonifaciana de Anagni, a propuesta del rector Sante De Angelis, en presencia - entre otros - del presidente del Comité Científico de la misma institución, Mons. Enrico dal Covolo, del obispo de Anagni-Alatri, mons. Ambrogio Spreafico, y el metropolitano Gennadios Stantios.[9]